# Ботническо море
Ботническото море (на шведски: Bottenhavet, на фински: Selkämeri) е южната част на Ботническия залив (на английски: Gulf of Bothnia) в Балтийско море.

## География
Ботническо море и Ботническата бухта (на английски: Bothnian Bay, Bay of Bothnia) северно от него заедно образуват по-големия географски обект Ботнически залив, разделя ги широкият проток Кваркен.
Целият Ботнически залив е разположен между Швеция на запад и Финландия на изток. Площта му е приблизително 79 000 км². Най-големите крайбрежни градове, от юг на север, са Раума и Пори във Финландия, а Йевле и Сундсвал са в Швеция. Градовете Умео и Вааса се намират в крайния север, близо до Ботническия залив.